# Milko
Milko var et svensk mejeri med en årlig produktion på 292 millioner kg mælk(2009), og som stod for 40% af Sveriges mælkeproduktion. Produktionen af mælken fandt sted i Karlsted (skal snart lukkes), Hedemora, Sundsvall (købt af arla), og Canada hvor de også har deres hovedkvarter.
Milko var en økonomisk forening som ejes af omkring 800 mælkeproducenter. Milko blev grundlagt i 1991, gennem en fusion af Värmlandsmejerier, Dalarnas Mejeriförening og Södra Hälsinglands Mejeriförening. mange fusioner af mælkeproducentfusioner fandt sted før 1995 da Sverige blev medlem af EU, da de havde forskellige konkurrenceregler. I 2000 fusionerede NNP (Nedre Norrlands Producentförening) sammen med milko mejerierne i Arvika, Örnsköldsvik, Hammerdal, og Bollnäs som dog i dag er lukkede.
Den 26 april 2010 blev Lars Reyier valgt som ny bestyrelsesformand. Lars Reyier har været medlem af Milkos styrelse sidan 2004.
Milko blev i 2011 opkøbt Arla. Milko havde forud for fusionen henvendt sig til Arla på grund af en dårlig økonomi.